# Verdrag van Fez

Verdeling van Marokko na Verdrag van Fez
(lichtgroen: Frans-Marokko; roze: Spaans-Marokko)

Het Verdrag van Fez werd ondertekend op 30 maart 1912. Hiermee kwam een eind aan de Tweede Marokkaanse Crisis. Het verdrag vormde het startpunt van het Frans protectoraat over Marokko.
Sultan Abdelhafid van Marokko gaf hierbij de heerschappij en soevereiniteit op en droeg ze over aan Frankrijk en Spanje. Frankrijk kreeg zeggenschap over het grootste deel van Marokko (Frans-Marokko) en Spanje kreeg het noorden in handen (Spaans-Marokko). Duitsland erkende de Franse en Spaanse aanspraken in ruil voor een deel van Frans-Equatoriaal-Afrika in de huidige Republiek Congo. Het aan Duitsland afgestane gebied werd Neukamerun, maar na afloop van de Eerste Wereldoorlog eiste Frankrijk dit gebied terug. Ook de overdracht van Duitsland aan Frankrijk van een gebied in het huidige Tsjaad was onderdeel van het verdrag.
Naast Frankrijk wist ook Spanje zijn grondgebied uit te breiden. In een verdrag dat Spanje en Frankrijk in november van hetzelfde jaar tekenden, erkenden beide landen elkaars aanspraken: Spanje eigende zich een deel van de Middellandse Zee-kust toe, tussen de steden Ceuta en Melilla en het achterliggende Rifgebergte. De streek rond Tanger was formeel een internationale zone, maar werd gedurende de Tweede Wereldoorlog bezet door Spaanse troepen.
Het delven van ijzererts door het Spaanse Rif Mijnen Bedrijf, en de aanleg van een spoorlijn om dit erts naar Melilla te vervoeren, werd in het verdrag geregeld.
Nationalisten in het noorden van Marokko voelden zich verraden door het verdrag, en dit leidde tot de Rifoorlog. Onder leiding van Charif Mohammed Amezian van de stam ait bouyefrour streden de Riffijnen tegen de bezetting door Spanje. Een aantal jaren na de dood van Charif Mohamed Amezian wist Mohamed ben abdelkrim de strijd te hervatten. Op 18 september 1921 werd de Rif-Republiek uitgeroepen, die standhield tot 1926.